# Castilleja alpicola
Castilleja alpicola là loài thực vật có hoa thuộc họ Cỏ chổi. Loài này được T.I.Chuang & Heckard mô tả khoa học đầu tiên năm 1992.